# Andoki lúd
Az andoki lúd, régies nevén andesi lúd (Chloephaga melanoptera) a madarak osztályának lúdalakúak (Anseriformes) rendjébe, ezen belül a récefélék (Anatidae) családjába tartozó faj.

## Rendszerezése
A fajt Richard Bowdler Sharpe angol zoológus és ornitológus írta le 1881-ben, az Anser nembe Anser melanopterus néven. Egyes szervezetek az Oressochen nembe sorolják Oressochen melanopterus néven.

## Előfordulása
Dél-Amerikában, az Andok hegységben Peru, Chile, Bolívia és Argentína területén honos. Természetes élőhelyei a szubtrópusi vagy trópusi felföldi mocsarak és hegyi tavak.

## Megjelenése
Testhossza 80 centiméter hosszú, súlya 2700-3600 gramm. Fehér testével és fejével éles kontrasztban állnak fekete szárnyai és szintén fekete farka, rózsaszín csőre és vörös lábai. A két nem színezete azonos, de a hím nagyobb. A fiatal madarak fakóbb színűek, mint az öregek.

## Életmódja
Párokban vagy kisebb csapatokban él. Vízinövényekkel, magvakkal táplálkozik és a felföldi réteken füvet is legel.
|  |  |

## Szaporodása
Általában vízhez közeli, földön lévő lyukakban alakítja ki fészkét, melyet növényi részekkel bélel ki.
5-10 tojást rak, a fiókák egy hónapnyi költés után kelnek ki.

## Természetvédelmi helyzete
Az elterjedési területe nagyon nagy, egyedszáma pedig stabil. A Természetvédelmi Világszövetség Vörös listáján nem fenyegetett fajként szerepel.